# Erfurtská latrínová katastrofa

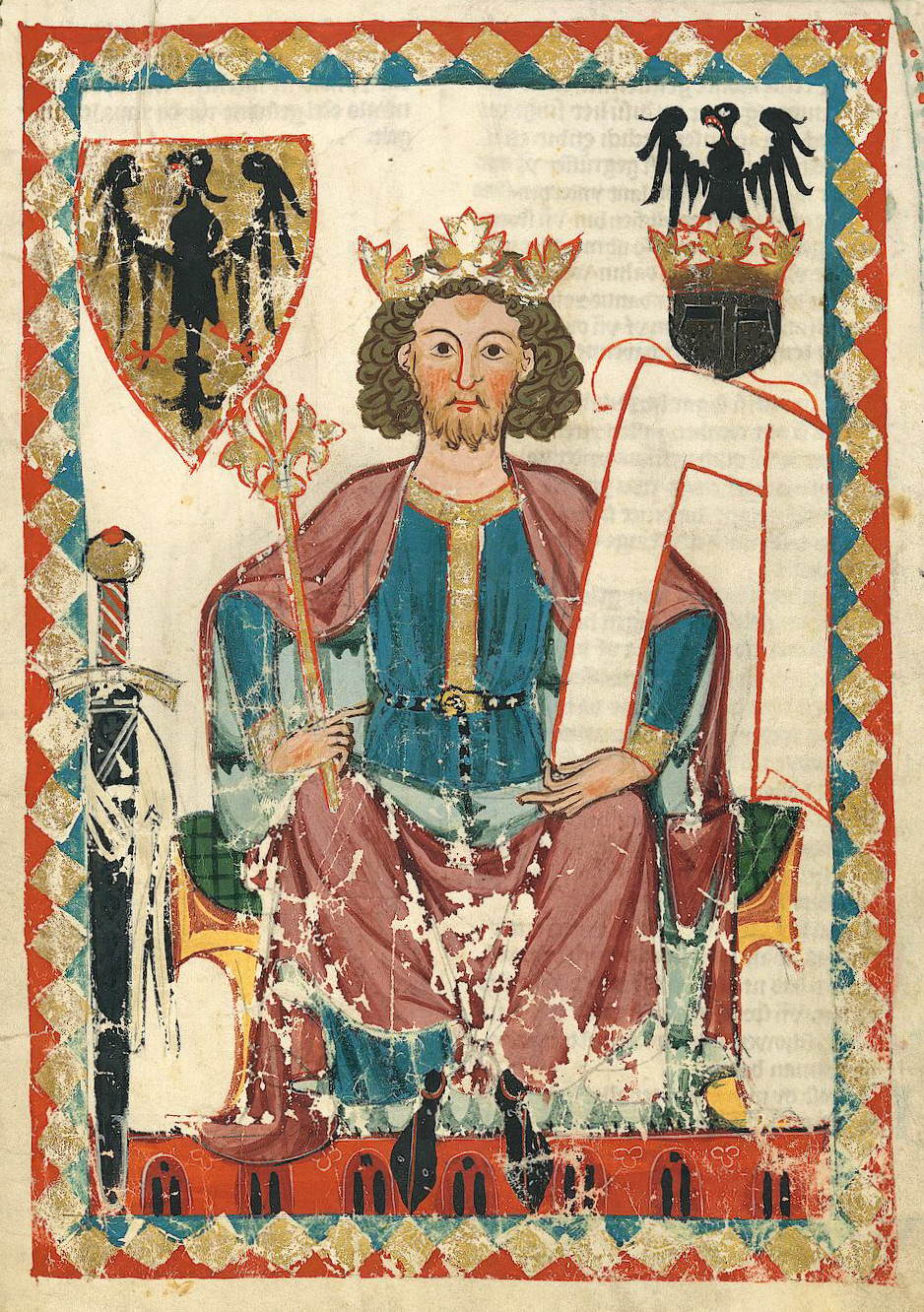
Císař Jindřich VI. katastrofu Latrinensturz přežil. (Ilustrace z Codexu Manesse, 14. století)

K Erfurtské latrínové katastrofě došlo 26. července 1184, kdy Jindřich VI., král Německa (pozdější císař Svaté říše římské), uspořádal Hoftag (neformální shromáždění) v katedrále Panny Marie v Erfurtu. Ráno 26. července způsobila společná váha shromážděných šlechticů zřícení podlah ve dvou patrech budovy katedrálního probošta a většina přítomných šlechticů se propadla do žumpy pod latrínou v přízemí. Tam asi 60 z nich zahynulo utopením v tekutých exkrementech. Tato událost se v německých zdrojích nazývá Erfurter Latrinensturz (doslovně přeloženo jako Erfurtský latrínový pád).

## Kontext události
Když vyvrcholil spor mezi durynským lantkrabětem Ludvíkem III. a arcibiskupem Konrádem z Mohuče, který trval od porážky Jindřicha Lva, donutil tak krále Jindřicha VI. zasáhnout. Když Jindřich cestoval regionem během vojenského tažení proti Polsku, rozhodl se svolat sněm do Erfurtu, kde se zdržoval, aby zprostředkoval jednání mezi oběma stranami a přizval řadu dalších osobností.

## Událost

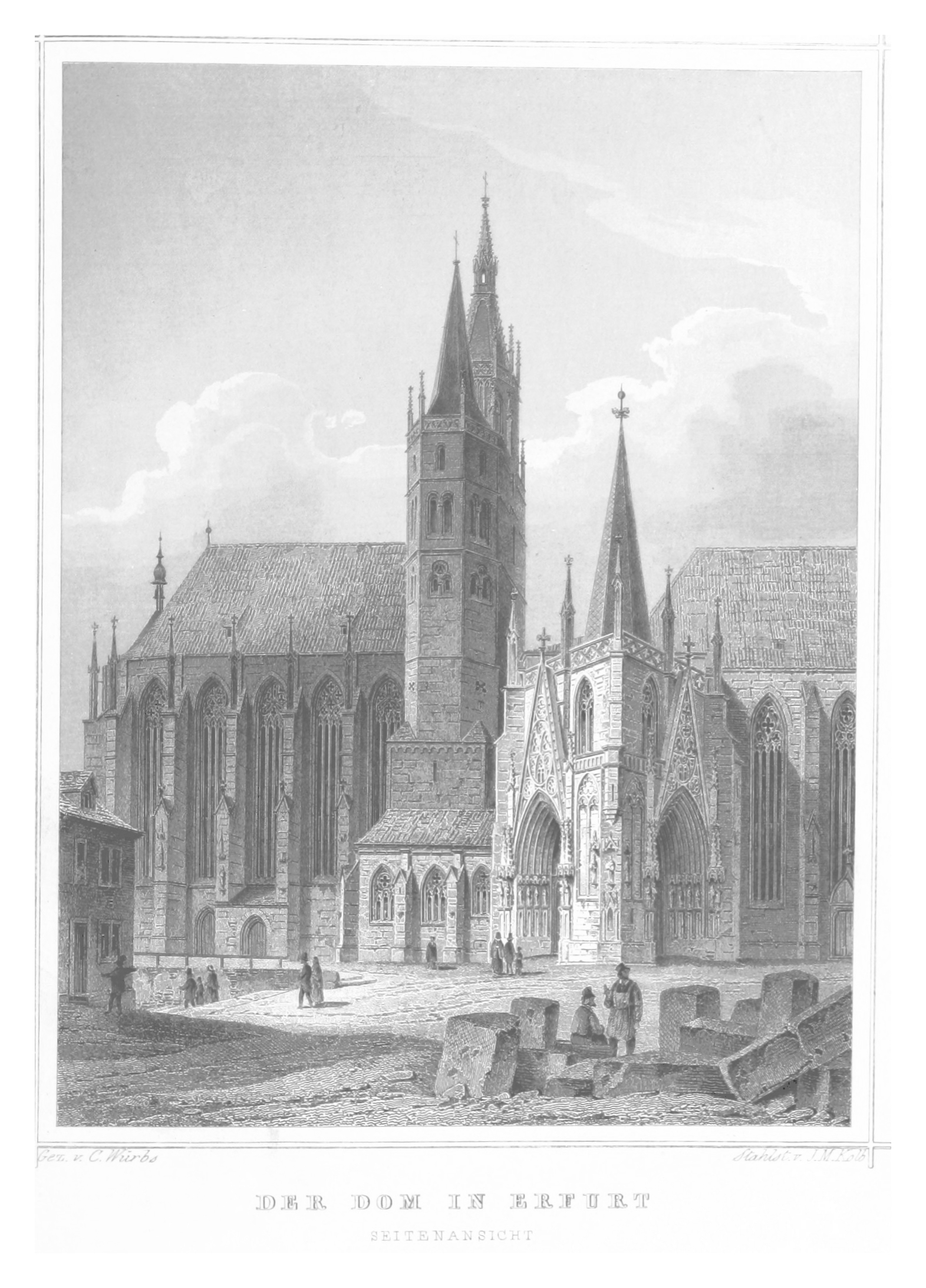
Erfurtská katedrála na kresbě z poloviny 19. století

Na setkání byli pozváni všichni šlechtici ze Svaté říše římské, mnozí pozvání přijali a 25. července na setkání dorazili. Nedlouho po začátku shromáždění došlo k přetížení podlahy, na které šlechtici seděli jejich vahou, a většina z nich se tak propadla dvěma patry do latríny ve sklepě. Nehoda si vyžádala přibližně 60 obětí, včetně hraběte Gozmara III. ze Ziegenhainu, hraběte Fridricha I. z Abenbergu, purkrabího Fridricha I. z Kirchbergu, hraběte Heinricha I. ze Schwarzburgu, hraběte Burgrave Burcharda z Wartburgu, Burgmeistera Breuera z Wartschittu a Beringera z Meldingenu. Král Jindřich VI. katastorfu přežil, ale prý pouze protože seděl ve výklenku s kamennou podlahou a později byl zachráněn pomocí žebříků. Z místa odjel co nejdříve to bylo možné. Lantkrabě Ludvík III Duryňský také přežil.
Ze zmíněných 60 obětí se mnozí utopili v lidských exkrementech nebo se udusili plyny vypouštěnými rozkládajícím se odpadem, jiní byli rozdrceni padajícími zbytky podlahy.

## Původní texty
- Cronica Reinhardsbrunnensis, MGH . LS XXX/1, str. 541-542. (v latině)
- Cronica S. Petri Erfordensis moderna, MGH . LS XXX/1, str. 374. (v originále latinsky)
- Chronik von St. Peter zu Erfurt (v německém překladu)